# Cefepima
Cefepima o cefepime es un antibiótico del grupo de las cefalosporinas de cuarta generación, desarrollado en 1994.
Su espectro de acción es similar al de las cefalosporinas de tercera generación, con propiedades bactericidas sobre microorganismos grampositivos, gramnegativos y enterobacteriáceas, como Streptococcus pneumoniae, Pseudomonas aeruginosa, Staphylococcus aureus, Enterobacter cloacae, Enterobacter aerogenes, Citrobacter freundii, Providencia, Serratia, Morganella.
El mecanismo de acción consiste en inhibir la síntesis de la pared celular bacteriana, a la que se une por su alta afinidad con las PBP 3 (proteínas ligadoras de penicilina). Muestra más actividad frente a cocos grampositivos. Mientras otras cefalosporinas son degradadas por diversas betalactamasas mediadas por plásmidos y cromosomas, esto no sucede con la cefepima. Ésta resulta efectiva sobre cepas productoras de betalactamasas como Enterobacteriaceae, responsables de sepsis graves, resistentes a los antibióticos tradicionales.
Su utilización es preferentemente intrahospitalaria. Está indicada para el tratamiento de infecciones nosocomiales, de vías respiratorias inferiores (incluyendo, a veces, neumonía y bronquitis) y urinarias; se administra por vía intravenosa.